# 人民社会主义青年
人民社会主义青年（西班牙語：Juventud Socialista Popular）是古巴历史上的一个青年组织，为人民社会党的青年翼。该组织成立于1944年11月18日，前身是青年共产主义联盟和“古巴革命青年”。劳尔·巴尔德斯·比沃曾任该组织的总书记。1960年，该组织约有13000名成员。劳尔·卡斯特罗曾参加该组织。1962年，该组织和“反叛青年协会”（七二六运动的青年翼）合并为新的青年共产主义联盟。